# 순천북초등학교
순천북초등학교는 대한민국 전라남도 순천시 매곡동에 있는 공립 초등학교이다.

## 학교 연혁
- 1939년 4월 20일 매곡공립심상소학교 개교
- 1941년 4월 1일 순천북공립국민학교 개칭
- 1945년 9월 24일 순천북국민학교 개칭
- 1984년 6월 1일 병설유치원 개원
- 1996년 3월 1일 순천북초등학교 개칭
- 2016년 3월 1일 제26대 강대상 교장 부임
- 2018년 8월 31일 병설유치원 폐원(단설 순천북유치원 개원)
- 2019년 2월 15일 제 75회 101명 졸업(총 22,283명)

## 참고 자료
- 순천북초등학교 - 한국교육학술정보원 학교알리미